# Erosion (Band)
Erosion war eine Hamburger Hardcore-Punk- und Thrash-Metal-Band, die im Jahr 1987 unter dem Namen Black Lords gegründet wurde, sich 1996 auflöste, 1999 wieder zusammenfand, ehe sie sich später wieder auflöste.

## Geschichte
Die Band wurde im Sommer 1987 von Sänger Chris Zenk, den Gitarristen Stefan Römhild und Ulf Kaiser, Schlagzeuger Klaus Nowakowski und Bassist Jan Bünning unter dem Namen Black Lords gegründet. Kurze Zeit später entschloss sich die Gruppe, sich in Erosion umzubenennen. Nachdem das erste Demo The Way of Forces veröffentlicht worden war, erreichte die Band einen Vertrag mit We Bite Records. Im Juni 1988 begannen die Aufnahmen zum Debütalbum Mortal Agony, dessen Veröffentlichung im November folgte. Kurz nach der Veröffentlichung verließ Kaiser die Band und wurde durch Michael Hankel ersetzt. Drei Wochen später startete eine sechswöchige Europatournee mit Ludichrist. Nach dieser Tournee verließ Bassist Bünning die Band und wurde durch Rainer Wischnewski ersetzt.
Im Jahr 1989 folgte mit Thoughts das zweite Album. Außerdem nahm die Gruppe Lieder für diverse Kompilationen auf, bis im Jahr 1991 die Single Gunman erschien. Nachdem Wischnewski im August 1991 entschieden hatte, die Band zu verlassen, um nach Australien auszuwandern, kam Peter Ewald als neuer Bassist hinzu. Im Jahr 1992 folgte mit III das nächste Album. Der Veröffentlichung folgte eine Tournee zusammen mit Growing Movement. Nach einer kurzen Pause, in der sich die Mitglieder anderen Dingen widmen konnten, kamen Sänger Daniel Geiger und Gitarrist Boris Dräger als neue Mitglieder hinzu. Nachdem im Jahr 1996 mit Down das vierte Album erschienen war, löste sich die Band noch im selben Jahr aufgrund interner Differenzen auf.
Stefan Römhild und Michael Hankel traten Anfang 1997 der Band Richthofen bei.
Im Sommer 1999 trafen sich Zenk, Römhild und Hankel auf einem Festival und beschlossen, das Projekt wiederzubeleben. Als Schlagzeuger kam Carsten zur Besetzung, während Sven Carstens das Spielen des Basses übernahm. Die Band hat sich inzwischen wieder aufgelöst.

## Stil
Die Band spielte eine Mischung aus Thrash Metal und Hardcore Punk, wobei die Metaleinflüsse im Laufe der Karriere zunahmen. Damit einhergehend wurde auf die Komplexität verzichtet und mehr „aus dem Bauch“ heraus statt allzu kopflastig gespielt. Die Metal-Presse zog Vergleiche mit Agnostic Front, Cro-Mags, Leeway und Corrosion of Conformity.

## Diskografie
- 1987: The Way of Force (Demo, Eigenveröffentlichung)
- 1988: Mortal Agony (Album, We Bite Records)
- 1990: Thoughts (Album, We Bite Records)
- 1991: Gunman (Single, We Bite Records)
- 1992: III (Album, We Bite Records)
- 1995: Down (Album, We Bite Records)